# ジャンルカ・フェスタ
ジャンルカ・フェスタ（Gianluca Festa、1969年3月15日 - ）は、イタリア・カリャリ出身の元サッカー選手で指導者。ポジションはセンターバック。

## 経歴
カリアリユース出身。カリアリのトップチーム昇格後、156試合に出場した。
1993-94シーズンインテルに加入、殆ど起用されず、シーズン途中、ASローマにレンタル移籍した。1994-95シーズンにインテルに複帰、2シーズンはレギュラーとしてプレーした。ロイ・ホジソン監督就任後の1996-97シーズンは殆ど起用されなくなり、マンチェスターユナイテッドも興味を示していたが、ホジソンの仲介もあってミドルズブラへ移籍した。ミドルズブラでは、1996-97シーズンは、FAカップとEFLカップ決勝にも進出した。最後のシーズンを除けば多くの出場機会を得て、通算では171試合に出場、12ゴールを挙げるなどファンに愛された。
その後ポーツマスを経て、イタリアへ帰国、2009年に現役を引退した。引退後はカリアリ、AELなどの監督を務めていた。

## タイトル
インテル
- UEFAカップ : 1993-94